# العلاقات الأسترالية الصربية
العلاقات الأسترالية الصربية هي العلاقات الثنائية التي تجمع بين أستراليا وصربيا.

## مقارنة بين البلدين
هذه مقارنة عامة ومرجعية للدولتين:
| وجه المقارنة                                              | أستراليا                                   | صربيا                                                      |
| --------------------------------------------------------- | ------------------------------------------ | ---------------------------------------------------------- |
| المساحة (كم2)                                             | 7.69 مليون                                 | 88.36 ألف                                                  |
| عدد السكان (نسمة)                                         | 24.51 مليون                                | 7.02 مليون                                                 |
| الكثافة السكانية (ن./كم²)                                 | 3.19                                       | 79.45                                                      |
| العاصمة                                                   | كانبرا، ملبورن                             | بلغراد                                                     |
| اللغة الرسمية                                             | لغة إنجليزية                               | اللغة الصربية                                              |
| العملة                                                    | دولار أسترالي، جنيه إسترليني، جنيه أسترالي | دينار صربي                                                 |
| الناتج المحلي الإجمالي (بليون دولار)                      | 1.32 تريليون                               | 41.43 مليار                                                |
| الناتج المحلي الإجمالي (تعادل القوة الشرائية) بليون دولار | 1.10 تريليون                               | 100.13 مليار                                               |
| الناتج المحلي الإجمالي الاسمي للفرد دولار أمريكي          | 56.31 ألف                                  | 5.24 ألف                                                   |
| الناتج المحلي الإجمالي للفرد دولار أمريكي                 | 45.92 ألف                                  | 13.59 ألف                                                  |
| مؤشر التنمية البشرية                                      | 0.939                                      | 0.771                                                      |
| رمز المكالمات الدولي                                      | +61                                        | +381                                                       |
| رمز الإنترنت                                              | .au                                        | .rs، .срб ‏                                                 |
| المنطقة الزمنية                                           |                                            | توقيت وسط أوروبا، ت ع م+01:00، ت ع م+02:00، أوروبا/بلغراد ‏ |

## منظمات دولية مشتركة
يشترك البلدان في عضوية مجموعة من المنظمات الدولية، منها:
| علم المنظمة | اسم المنظمة                               | تاريخ انضمام أستراليا | تاريخ انضمام صربيا |
| ----------- | ----------------------------------------- | --------------------- | ------------------ |
|             | مجموعة الموردين النوويين                  | ?                     | ?                  |
|             | يونسكو                                    | 4 نوفمبر 1946         | 20 ديسمبر 2000     |
|             | الفريق المعني برصد الأرض                  | ?                     | ?                  |
|             | مؤسسة التمويل الدولية                     | 20 يوليو 1956         | 25 فبراير 1993     |
|             | المركز الدولي لتسوية المنازعات الاستشارية | 1 يونيو 1991          | 8 يونيو 2007       |
|             | منظمة حظر الأسلحة الكيميائية              | ?                     | ?                  |
|             | مؤسسة التنمية الدولية                     | 24 سبتمبر 1960        | 25 فبراير 1993     |
|             | وكالة ضمان الاستثمار متعدد الأطراف        | 10 فبراير 1999        | 19 مارس 1993       |
|             | الاتحاد البريدي العالمي                   | ?                     | ?                  |
|             | الاتحاد الدولي للاتصالات                  | 27 مايو 1878          | 1 يونيو 2001       |
|             | منظمة الشرطة الجنائية الدولية             | ?                     | ?                  |
|             | الأمم المتحدة                             | 1 نوفمبر 1945         | 1 نوفمبر 2000      |
|             | البنك الدولي للإنشاء والتعمير             | 5 أغسطس 1947          | 25 فبراير 1993     |
|             | المنظمة الهيدروغرافية الدولية             | ?                     | ?                  |

## أعلام
هذه قائمة لبعض الشخصيات التي تربطها علاقات بالبلدين:
- نيك فيوتتش (محاضر تحفيزي أسترالي، 4 ديسمبر 1982 – )

## وصلات خارجية
- موقع وزارة الخارجية الأسترالية
- موقع وزارة الخارجية الصربية